# مارك ماكاباجال
مارك ماكاباجال مواليد 20 سبتمبر 1979 في بامبانغا، الفلبين، هو لاعب كرة سلة فلبيني. بدأ مسيرته الاحترافية في سنة 2005. يلعب في الرابطة الفلبينية لكرة السلة. يبلغ طوله 6 قدم 2 بوصة (1.9 م). اعتزل اللعب في 2015.

## المسيرة الاحترافية
لعب مع بارانجي جينبرا سان ميغيل من سنة 2005 إلى 2007، ثم لعب مع باوريد تايغرز من سنة 2007 إلى 2011، ثم لعب مع ميرالكو بولتز في موسم 2011–2012، ثم لعب مع باراكو بول إنرجي في موسم 2013–2014، ثم لعب مع ميرالكو بولتز في موسم 2014–2015.